# Estadio Aldo Cantoni
El Estadio Cerrado Aldo Cantoni, es un estadio cubierto ubicado en la Ciudad de San Juan, provincia de San Juan, Argentina. Tiene una capacidad para 4331 personas y se utiliza principalmente para los partidos que en el disputan, como locales, tanto UPCN San Juan Vóley como Obras de San Juan en la Serie A1 de vóley argentino. Fue nombrado tras Aldo Cantoni, político y gobernador de la provincia entre 1926 y 1928.
El estadio fue sede del Mundial de hockey sobre patines en cinco ocasiones siendo en el 2011 la más reciente.
Además, se especuló con que fuese sede de la final de la Copa Davis 2008, sin embargo se eligió otra ciudad.
El estadio cuenta con un sistema de aire acondicionado, instalado en febrero de 2015 por iniciativa de UPCN Vóley.
En 2017, se realizó la Copa América de Futsal 2017, definida como única sede en el país, y que consagró a Brasil, ganando en la final a Argentina, con un marcador de 4 a 2.
En 2018 el estadio fue adecuado para tenis y allí se disputó la segunda ronda de la Zona Americana de la Copa Davis donde Argentina recibió a Chile. La cancha adecuada fue de polvo de ladrillo, la cual se colocó sobre una membrana plástica que resguardó el parqué de la humedad. Por encima se colocaron más placas hasta que se completó con 220 metros cúbicos de ladrillo. El marcador fue favorable para Argentina, con un triunfo de 3 a 2.
Durante los últimos años, ha sido elegida sede de importantes eventos para la provincia, como partidos de la Selección Argentina de Básquet para la Clasificación de FIBA Américas para la Copa Mundial de Baloncesto de 2019 o el torneo Cuatro Naciones en 2019, donde la Selección de balonmano de Argentina se consagró campeona. De la misma forma ha sido testigo de numerosas veladas de Boxeo, donde la sanjuanina Leonela Paola Yúdica ha defendido en reiteradas ocasiones la defensa del título de peso mosca de la FIB, siendo la última de ellas, en agosto de 2019.
Para el año 2022, el estadio será subsede de la III Edición de los World Skate Games, que se disputarán por primera vez en el país.